# Mamihlapinatapai
Mamihlapinatapai (também escrita mamihlapinatapei) é uma palavra da Língua Yagan da Terra do Fogo, listada no Guiness Book como a palavra mais sucinta. É definida como "um olhar trocado entre duas pessoas no qual cada uma espera que a outra tome a iniciativa de algo que os dois desejam, mas nenhuma quer começar ou sugerir".
É uma das palavras mais difíceis de traduzir, por seu amplo e sutil significado e por não haver palavras correspondentes em outras línguas.

## Significado
A palavra já recebeu diversas traduções e definições. 
Na década de 1860, o linguista britânico Thomas Bridges registrou a palavra como significando "olhar um para o outro, esperando que se ofereça para fazer algo, que ambas as partes desejam muito, mas não estão dispostas a fazer". A palavra aparece em um ensaio publicado por Bridges, mas não em seu dicionário da língua yagan.
Segundo o linguista Yoram Meroz, o dicionário de Bridges registra "ihlapi" como "awkward" (estranho, em inglês), e mam-ihlapi-na-ta-pai teria a tradução literal de "fazer um ao outro se sentir estranho".
O Livro do Guiness de 1994 registra a palavra com o significado igual ao de Thomas Bridges. Na internet, é comumente definida como descrevendo "um olhar trocado entre duas pessoas no qual cada uma espera que a outra tome a iniciativa de algo que os dois desejam, mas nenhuma quer começar ou sugerir".
No entanto, uma interpretação bem distinta é dada por Victor Vargas Filgueira, yagan e guia do Museu do Fim do Mundo, em Ushuaia. Segundo Victor, a palavra quer dizer "o momento de reflexão em volta do pusakí (fogo, em yagan), quando os avós transmitem suas histórias para os jovens. É aquele instante em que todos estão quietos".
A última falante do idioma yagan, Cristina Calderon, foi questionada sobre a palavra, mas disse que não a conhecia. O linguista Yoram Meroz disse que Cristina não teve muitos falantes de yagan com quem conversar, então ela não conhecer a palavra não quer dizer muita coisa.

## Na cultura popular
A palavra chama atenção pelo seu significado, e tem aparecido principalmente na internet.

Apareceu em uma lista do BuzzFeed como uma das 28 palavras belas que o inglês deveria "roubar". É citada no documentário A Vida em um Dia (2011) como tendo um significado muito bonito. Inspirou uma apresentação de dança da São Paulo Companhia de Dança.